# Batrachia

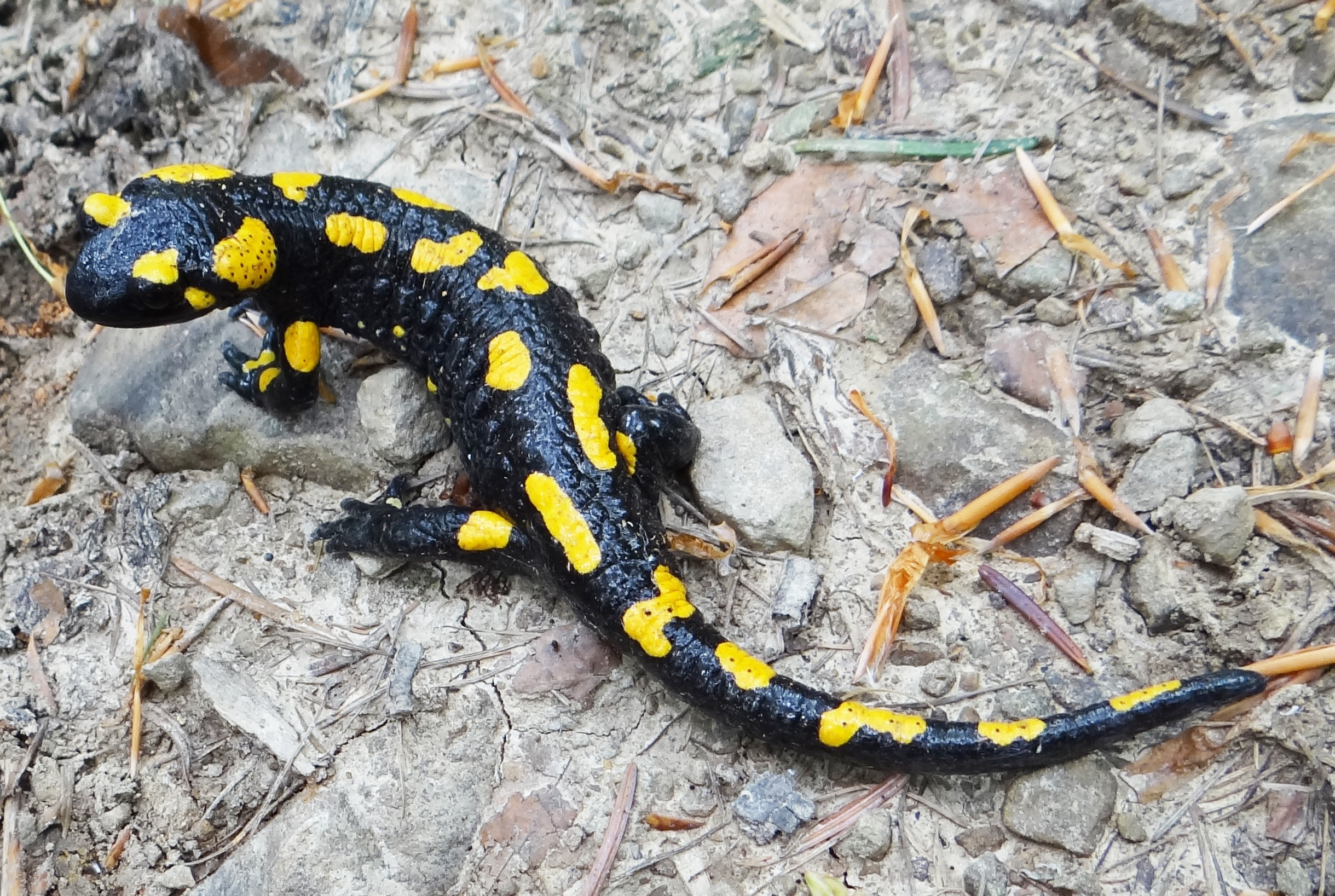
Огненная саламандра

Batrachia (лат.) — инфракласс (клада) амфибий, включающая бесхвостых и хвостатых, но не безногих или вымерших Аllocaudates. Название Batrachia было впервые использовано французским зоологом Пьером Андре Латрейем в 1800 году для обозначения лягушек, но совсем недавно оно было определено в филогенетическом смысле как таксон на основе кладистики, включающий последнего общего предка бесхвостых и хвостатых и всех их потомков. Это означает, что бесхвостые и хвостатые более тесно связаны друг с другом, чем с червягими, полностью подтверждается морфологическими и молекулярными данными, например, они являются единственными позвоночными, способными поднимать и опускать глаза в глазницах, но существует альтернативная гипотеза по котором хвостатые и червяги являются ближайшими родственниками друг друга как часть клады, называемой Procera, а бесхвостые позиционируются как сестринские таксоны этой группы.

## Происхождение
Самыми ранними Batrachia являются стволовые лягушки Triadobatrachus и Czatkobatrachus из раннего триаса, около 250 миллионов лет назад. Однако несколько оценок молекулярных часов относят первое появление Batrachia (время, когда линии лягушек и саламандр расходятся друг от друга) до раннего триаса. Большинство оценок относят расхождение к пермскому периоду, но некоторые относят его к 367 миллионам лет назад, к позднему девону (считается, что тогда от Tetrapoda начали отделяться Stegocephali). Однако в летописи окаменелостей в это время нет никаких свидетельств существования беспанцирных или подобных им животных. Группы четвероногих, которые предположительно являются предками современных земноводных (Lepospondyli и Amphibamidae), появляются в позднем карбоне, примерно 300 миллионов лет назад. Крупные сообщества ископаемых четвероногих известны с артинского яруса ранней перми около 275 миллионов лет назад и не содержат беспанцирных, что позволяет предположить, что ранняя пермь может быть верхней границей возраста Batrachia.